# Usine Audi Brussels
L'usine Audi Brussels, anciennement Volkswagen Forest jusqu'en 2007,, est une usine automobile du constructeur allemand Audi située dans la ville de Forest dans la région de Bruxelles-Capitale en Belgique.

## Histoire
L’histoire du site commence en 1948, alors que la société D’Ieteren, qui assemble à l’époque des Studebaker dans son usine de la rue du Mail à Bruxelles, décide de construire une nouvelle usine d’assemblage sur le site de Forest pour augmenter sa production. La première pierre est posée le 27 septembre 1948, le complexe fera alors 14 000 m2. Quelques mois plus tard, le 7 avril 1949, le premier Studebaker est lancé à Forest. En 1949, plus de 1 000 véhicules sortiront de la nouvelle usine.
L’usine s’agrandit en 1952 pour pouvoir accueillir la production de la Coccinelle, dont le premier exemplaire sort en 1954 de la chaine. À ce moment-là, l'usine avait une superficie d'environ 314 000 m2 et avec 750 employés, elle produisait environ 75 voitures par jour. En 1960 la production des Studebakers a été arrêtée, mais la production de Volkswagen et Porsche continuait.
Vers la fin de 1970, l'entreprise est rachetée par Volkswagen, qui lance sa modernisation complète et devient alors « Volkswagen Bruxelles S.A. – Brussel N.V. ». Le 7 juin, l'usine célèbre la production de la 1 000 000 Coccinelle. Dans la même année, la production de la VW Passat y commence. Après 21 ans et 1 143 664 unités produites, la production des Coccinelles a été arrêtée.
Depuis 1980, plusieurs modèles VW Golf sont produits dans l'usine Bruxelloise. Au total, environ 4 millions VW Golf de différentes générations quittent le site de Forest. En 1985, la production de la VW Iltis commencait, mais après 3 ans et 3 918 unités produites, la production a été arrêtée.
En 1987, une nouvelle étape a été prise dans l'expansion et l'augmentation de la capacité de l'usine: en plus d'une ancienne usine Citroën, Volkswagen intègre également d'autres zones environnantes. Entre 1988 et 1991, l'usine a été agrandie par la modernisation et la construction de nouvelles installations de production.
En 1997, la production de la VW Passat a été arrêtée à Bruxelles après 1 257 235 unités produites. Au lieu de cela, la production de la Seat Toledo a commencé la même année. En outre, une convention collective de travail est conclue entre la direction, le management et les syndicats afin d'assurer la pérennité du site à Bruxelles. De 1998 à 2000, environ 20 000 voitures Seat León ont été fabriquées à Forest. 
En 2001, le modèle a de nouveau été modifié: la production de la Seat Toledo a cessé à Bruxelles après 194 789 véhicules produits. Au lieu de cela, la VW Lupo est en cours de production. La production a été arrêtée en 2005 après la production de 176 506 voitures.
En 2006, ce site employait environ 4 500 personnes à la production d'un peu plus de 200 000 véhicules, essentiellement des Volkswagen Golf et quelques Volkswagen Polo. Le groupe a annoncé le 21 novembre 2006 la fin de la production des Golf lors de son remplacement en 2009 et dans un premier temps la suppression d'environ 3500 ou 4000 emplois.
Quelques jours plus tard, le groupe évoque la production en compensation de l'Audi A1 (100 000 véhicules prévus) pour limiter l'impact sur l'emploi, à la condition d'un gain de coûts de 20 % (flexibilité, hausse du temps de travail, modération salariale...) et d'un soutien public à l'investissement.
Le samedi 2 décembre 2006, une manifestation organisée par la Fédération européenne des métallurgistes rassemble de 15 à 25 000 syndicalistes, citoyens et responsables politiques pour défendre l'emploi sur le site. Le souvenir de la fermeture de Renault Vilvorde en 1997 reste très vif dans les mémoires.
Le 31 juillet 2018, la dernière Audi A1 sort de l'usine. Le site entre dans une période de transformation, afin de démarrer l'assemblage dès l'automne 2018 de la nouvelle Audi e-tron (SUV électrique).
En 2024, l'usine se retrouve dans le flou, étant totalement consacrée à la production de voitures électriques, et ce secteur étant au plus bas, un plan de restructuration est envisagé et l'usine doit même fermer ses portes, avant une reprise de l'activité. 
L'année 2024 se solde par une production en berne avec 15 193 véhicules produit, contre 53 555 l'année précédente. 
Le 29 Octobre 2024, l’usine annonce fermer ses portes dès février 2025. 
Le 28 février 2025, l'usine ferme définitivement ses portes. 

## Production
- 1954 – 1975 : VW Coccinelle (1 143 664 unités)
- 1973 – 1997 : VW Passat (1 257 235 unités)
- 1980 – 2007 : Golf  (3 870 701 unités)
- 1985 – 1988 : VW Iltis (3 918 unités)
- 1997 – 2001 : Seat Toledo (194 789 unités)
- 1998 – 2000 : Seat León
- 2001 – 2005 : VW Lupo (176 506 unités)
- 2004 – 2009 : Audi A3
- 2007 – 2010 : Audi A3 Sportback
- 2006 – 2009 : VW Polo (146 019 unités)
- 2010 – 2018 : Audi A1 (909 164 unités)[11]
- 2018 – 2022 : Audi e-tron Quattro (160 000 unités)[12]
- 2020 - 2022 : Audi e-tron Sportback
- 2022 -2025 : Audi Q8 e-tron
- 2022 - 2025 : Audi Q8 e-tron Sportback